# Светско првенство у пливању 2015 — 50 м делфин за жене
Такмичење у пливању у дисциплини 50 метара делфин стилом за жене на Светском првенству у пливању 2015. одржало се у два дана 7. августа (квалификације и полуфинале) и 8. августа (финале) као део програма Светског првенства у воденим спортовима. Трке су се одржавале у базену Казањске арене у граду Казању (Русија).
За трке је било пријављено укупно 65 такмичарки из 57 земаља. Титулу светског првака из 2013. није успела да одбрани данска пливачица Жанете Отесен која је у финалној трки до циља допливала друга, са 38 стотих делова секунде заостатка иза нове светске првакиње Саре Шестрем из Шведске. Шестремова, која је финалну трку испливала за 24,96 секунди, уједно је поставила и нови рекорд светских првенстава у овој дисциплини. Нронзана медаља припала је Лу Јинг из Кине.
Репрезентативка Босне и Херцеговине Амина Кајтаз наступила је у квалификацијама где је заузела 42. место испливавши трку у времену од 28,32 секунде.
Алзаин Тарик из Бахреина која је у квалификацијама ове дисциплине заузела последње место рођена је 2005. године (10 година) и самим тим је најмлађа учесница у историји светских сениорских првенстава у пливању (и у мушкој и у женској категорији).

## Освајачи медаља
|                    | Резултат |                     | Резултат |               | Резултат |
|                    |          |                     |          |               |          |
| Сара Шестрем (SWE) | 24,96    | Жанете Отесен (DEN) | 25,34    | Лу Јинг (CHN) | 25,37    |

## Званични рекорди
Пре почетка такмичења званични свестки рекорд и рекорд шампионата у овој дисциплини су били следећи:
| Рекорд                     | Име                  | Резултат | Место           | Датум         |
| -------------------------- | -------------------- | -------- | --------------- | ------------- |
| Светски рекорд             | Сара Шестрем (SWE)   | 24,43    | Борос (Шведска) | 5. јул 2014.  |
| Рекорд светских првенстава | Терезе Алсамар (SWE) | 25,07    | Рим (Италија)   | 31. јул 2009. |

Швеђанка Сара Шестрем је у два наврата обарала рекорд светских првенстава у овој дисциплини, а у финалној трци постављени су нови континентални рекорди Азије и Африке.
| Датум     | Трка         | Пливачица    | Репрезентација | Време | Рекорд |
| --------- | ------------ | ------------ | -------------- | ----- | ------ |
| 7. август | Полуфинале 2 | Сара Шестрем | Шведска        | 25,06 | РСП    |
| 8. август | Финале       | Сара Шестрем | Шведска        | 24,96 | РСП    |

## Земље учеснице
За трке на 50 метара делфин стилом било је пријављено укупно 65 такмичарки из 57 земаља, а свака од земаља могла је да пријави максимално два такмичара по утрци.
| - Антигва и Барбуда (1) - Аустралија (2) - Бангладеш (1) - Бахаме (1) - Бахреин (1) - Белорусија (1) - Белгија (1) - Бразил (2) - Боливија (1) - БИХ (1) - Британска Девичанска Острва (1) - Велика Британија (2) - Венецуела (1) - Гвајана (1) | - Грчка (1) - Данска (1) - Египат (1) - Етиопија (1) - Израел (1) - Исланд (1) - Италија (2) - Јамајка (1) - Јапан (2) - Јужна Кореја (1) - Канада (2) - Кина (1) - Кипар (1) - Колумбија (1) - Косово (1) | - Курасао (1) - Мађарска (1) - Мали (1) - Маршалска Острва (1) - Мексико (2) - Мјанмар (1) - Мозамбик (1) - Никарагва (1) - Палау (1) - Папуа Нова Гвинеја (1) - Пољска (2) - Русија (1) - Северна Маријанска Острва (1) | - Северна Кореја (1) - Сингапур (1) - САД (2) - Словачка (1) - Словенија (1) - Тонга (1) - Фарска Острва (1) - Филипини (1) - Финска (1) - Француска (2) - Холандија (1) - Хонгконг (1) - Чешка (1) - Швајцарска (1) - Шведска (1) |

## Квалификација
У квалификацијама се пливало у 6 квалификационих групе, а сваку од група чинило је по 10 пливачица, изузев прве групе у којој је наступило 5 девојака. Пласман у полуфинале обезбедило је 16 такмичарки које су у квалификацијама оствариле најбоља времена.
Квалификационе трке пливане су 7. августа у јутарњем делу програма, са почетком прве трке у 9:54 по локалном времену.
| ПЛ. | Трка | Стаза | Пливач                  | Репрезентација              | Време | Нап. |
| --- | ---- | ----- | ----------------------- | --------------------------- | ----- | ---- |
| 1.  | 7    | 4     | Сара Шестрем            | Шведска                     | 25,43 | КВ   |
| 2.  | 5    | 4     | Жанете Отесен           | Данска                      | 25,51 | КВ   |
| 3.  | 7    | 5     | Инге Декер              | Холандија                   | 25,66 | КВ   |
| 4.  | 5    | 5     | Лу Јинг                 | Кина                        | 25,69 | КВ   |
| 5.  | 6    | 4     | Фран Халсал             | Велика Британија            | 25,86 | КВ   |
| 6.  | 6    | 3     | Аријана Вандерпул Валас | Бахаме                      | 26,02 | КВ   |
| 7.  | 6    | 6     | Елена Ђемо              | Италија                     | 26,07 | КВ   |
| 7.  | 7    | 6     | Кендил Стјуарт          | САД                         | 26,07 | КВ   |
| 9.  | 6    | 7     | Ана Довгјерт            | Пољска                      | 26,24 | КВ   |
| 10. | 5    | 2     | Кимберли Бајс           | Белгија                     | 26,28 | КВ   |
| 11. | 6    | 5     | Силвија Ди Пјетро       | Италија                     | 26,32 | КВ   |
| 12. | 7    | 2     | фарида Осман            | Египат                      | 26,33 | КВ   |
| 12. | 7    | 7     | Мелани Еник             | Француска                   | 26,33 | КВ   |
| 14. | 7    | 3     | Берил Гасталдело        | Француска                   | 26,46 | КВ   |
| 14. | 7    | 1     | Ноеми Томас             | Канада                      | 26,46 | КВ   |
| 16. | 5    | 8     | Дајнара де Паула        | Бразил                      | 26,49 | КВ   |
| 17. | 6    | 2     | Клер Донахју            | САД                         | 26,52 |      |
| 18. | 7    | 8     | Настја Говејшек         | Словенија                   | 26,54 |      |
| 19. | 6    | 1     | Рикако Ике              | Јапан                       | 26,66 |      |
| 20. | 6    | 8     | Мисаки Јамагучи         | Јапан                       | 26,68 |      |
| 21. | 4    | 7     | Бриндис Хансен          | Исланд                      | 26,79 |      |
| 21. | 5    | 3     | Ема Макион              | Аустралија                  | 26,79 |      |
| 23. | 5    | 0     | Александра Урбанчик     | Пољска                      | 26,82 |      |
| 24. | 4    | 3     | Катарина Листопадова    | Словачка                    | 26,84 |      |
| 25. | 6    | 9     | Ана Дундунаки           | Грчка                       | 26,85 |      |
| 26. | 4    | 0     | Ан Се-хјеон             | Јужна Кореја                | 26,90 |      |
| 26. | 5    | 7     | Амит Иври               | Израел                      | 26,90 |      |
| 26. | 7    | 0     | Брајана Троусел         | Аустралија                  | 26,90 |      |
| 29. | 5    | 1     | Катерин Савард          | Канада                      | 26,93 |      |
| 30. | 4    | 8     | Светлана Хохлова        | Белорусија                  | 26,99 |      |
| 31. | 4    | 4     | Алија Аткинсон          | Јамајка                     | 27,01 |      |
| 31. | 5    | 9     | Луција Свјецена         | Чешка                       | 27,01 |      |
| 33. | 4    | 2     | Саша Турецки            | Швајцарска                  | 27,04 |      |
| 34. | 5    | 6     | Наталија Ловцова        | Русија                      | 27,11 |      |
| 35. | 4    | 5     | Сзе Ханг Ју             | Хонгконг                    | 27,24 |      |
| 36. | 4    | 1     | Фани Теијонсало         | Финска                      | 27,49 |      |
| 37. | 3    | 5     | Каролина Колорадо Енао  | Колумбија                   | 27,58 |      |
| 37. | 4    | 9     | Квах Тинг Вен           | Сингапур                    | 27,58 |      |
| 39. | 3    | 4     | Хесерик Пинто           | Венецуела                   | 27,70 |      |
| 40. | 3    | 3     | Јасмин Елхалди          | Филипини                    | 28,16 |      |
| 41. | 3    | 6     | Сотирија Неофиту        | Кипар                       | 28,25 |      |
| 42. | 3    | 2     | Амина Кајтаз            | Босна и Херцеговина         | 28,32 |      |
| 43. | 7    | 9     | Лаура Аројо             | Мексико                     | 28,98 |      |
| 44. | 3    | 1     | Астри Фолдарскар        | Фарска Острва               | 29,00 |      |
| 45. | 6    | 0     | Шаро Родригез           | Мексико                     | 29,13 |      |
| 46. | 2    | 3     | Сан Су Мо Теинт         | Mјанмар                     | 29,21 |      |
| 47. | 3    | 9     | Марија Рибера           | Боливија                    | 29,22 |      |
| 48. | 3    | 7     | Елина Филип             | Британска Девичанска Острва | 29,29 |      |
| 49. | 2    | 4     | Далија Торез Замора     | Никарагва                   | 29,31 |      |
| 50. | 3    | 8     | Чо Су-рим               | Северна Кореја              | 29,57 |      |
| 51. | 3    | 0     | Жана Соненшејн          | Мозамбик                    | 29,66 |      |
| 52. | 2    | 7     | Ан Мари Хеплер          | Маршалска Острва            | 30,02 |      |
| 53. | 2    | 6     | Саманта Робертс         | Антигва и Барбуда           | 30,16 |      |
| 54. | 2    | 5     | Хаде Нерсисијо          | Курасао                     | 30,23 |      |
| 55. | 2    | 1     | Теган Макарти           | Папуа Нова Гвинеја          | 30,27 |      |
| 56. | 2    | 9     | Џамила Санмоган         | Гвајана                     | 31,38 |      |
| 57. | 2    | 0     | Дирнгулбај Мисеч        | Палау                       | 31,70 |      |
| 58. | 2    | 8     | Ирене Прескот           | Тонга                       | 31,90 |      |
| 59. | 1    | 4     | Рита Зећири             | Косово                      | 32,12 |      |
| 60. | 1    | 3     | Сонија Актар            | Бангладеш                   | 32,81 |      |
| 61. | 1    | 6     | Ангел де Хесус          | Северна Маријанска Острва   | 33,86 |      |
| 62. | 1    | 5     | Рахел Гебресиласије     | Етиопија                    | 36,15 |      |
| 63. | 2    | 2     | Фатумата Самасеку       | Мали                        | 36,31 |      |
| 64. | 1    | 2     | Алзаин Тарик            | Бахреин                     | 41,13 |      |
| 65  | 4    | 6     | Лилијана Силађи         | Мађарска                    | ××    | НН   |

Напомена: КВ - квалификација; НН - није наступила

## Полуфинала
Полуфиналне трке пливане су у вечерњем делу програма 7. августа са почетком у 18:45 по локалном времену.
Прво полуфинале
| ПЛ. | Стаза | Пливач                  | Репрезентација | Време | Нап.    |
| --- | ----- | ----------------------- | -------------- | ----- | ------- |
| 1.  | 4     | Жанете Отесен           | Данска         | 25,27 | КВ      |
| 2.  | 5     | Лу Јинг                 | Кина           | 25,79 | КВ      |
| 3.  | 3     | Аријана Вандерпул Валас | Бахаме         | 25,81 | КВ      |
| 4.  | 7     | Фарида Осман            | Египат         | 25,88 | КВ, АФР |
| 5.  | 6     | Кендил Стјуарт          | САД            | 25,93 |         |
| 6.  | 8     | Дајнара де Паула        | Бразил         | 26,24 |         |
| 7.  | 1     | Берил Гасталдело        | Француска      | 26,25 |         |
| 8.  | 2     | Кимберли Бајс           | Белгија        | 26,43 |         |

Друго полуфинале
| ПЛ. | Стаза | Пливач            | Репрезентација   | Време | Нап.    |
| --- | ----- | ----------------- | ---------------- | ----- | ------- |
| 1.  | 4     | Сара Шестрем      | Шведска          | 25,06 | КВ, РСП |
| 2.  | 3     | Фран Халсал       | Велика Британија | 25,71 | КВ      |
| 3.  | 5     | Инге Декер        | Холандија        | 25,90 | КВ      |
| 4.  | 2     | Ана Довгјерт      | Пољска           | 25,91 | КВ      |
| 5.  | 1     | Мелани Еник       | Француска        | 26,03 |         |
| 6.  | 6     | Елена Ђемо        | Италија          | 26,11 |         |
| 7.  | 7     | Силвија Ди Пјетро | Италија          | 26,17 |         |
| 8.  | 8     | Ноеми Томас       | Канада           | 26,37 |         |

Напомена: КВ - квалификација; РСП - рекорд светских првенстава; АФР - рекорд Африке

## Финале
Финална трка пливана је 8. августа са почетком у 17:32 по локалном времену.
| ПЛ. | Стаза | Пливач                  | Репрезентација   | Време | Нап. |
| --- | ----- | ----------------------- | ---------------- | ----- | ---- |
|     | 4     | Сара Шестрем            | Шведска          | 24,96 | РСП  |
| 2   | 5     | Жанете Отесен           | Данска           | 25,34 |      |
| 3   | 6     | Лу Јинг                 | Кина             | 25,37 | АЗР  |
| 4.  | 1     | Инге Декер              | Холандија        | 25,64 |      |
| 5.  | 7     | Фарида Осман            | Египат           | 25,78 | АФР  |
| 6.  | 3     | Фран Халсал             | Велика Британија | 25,85 |      |
| 7.  | 2     | Аријана Вандерпул Валас | Бахаме           | 25,93 |      |
| 8.  | 8     | Ана Довгјерт            | Пољска           | 26,20 |      |

Напомена: РСП - рекорд светских првенстава; АЗР - рекорд Азије; АФР - рекорд Африке